# Монте Карло (квартал на Перник)
Монте Карло е квартал на град Перник.

## География
Намира се в близост до центъра на града.

## История
Монте Карло е първият жилищен комплекс в България. Изграден е през 1925 г. Състои се от десетина малки блока на по два етажа и с по няколко входа, които са разположени сред дворове и на достатъчно голямо разстояние от уличното платно.
Още от създаването то носи името „Монте Карло“. Жилищата били предназначени за чуждите специалисти, които идват на работа в мините. Те били свикнали да разпускат след напрегнатия работен ден, но тогава в Перник не е можело да се купят дори обикновени карти за игра. За това французите, италианците и белгийците си доставят от чужбина рулетка, което дава прозвището на квартала.
По-късно към квартала са построени още няколко по-високи блока.